# Жлан
Жлан (словен. Žlan) — поселення в общині Бохінь, Горенський регіон, Словенія. Висота над рівнем моря: 571,9 м.